# نقشه جانما

جانمای الجزایر در نقشه جهان.

نقشه جانما (نیز: مکان نما، مکان یاب) به هر نقشه عموماً ساده‌ای گفته می‌شود که در نقشه نگاری برای نشان دادن موقعیت جغرافیایی یک مکان یا منطقه در محیط ب بزرگتر احاطه کننده و احتمالاً آشناتر به کار می‌رود. بسته به نیازها، جانما می‌تواند یک نقشه مستقل باشد یا به عنوان یک نقشه کمکی برای یک نقشه بزرگتر و مفصل تر به کار رود.

## هدف
آرتور رابینسون نقشه کش آمریکایی صاحب نفوذ در کارتوگرافی موضوعی اظهار داشته است که نقشه‌ای که به درستی طراحی نشود «یک شکست در نقشه کشی خواهد بود.» هر نقشه‌ای که متکی به دانش زیاد مخاطب باشد شکست خواهد خورد؛ بنابراین نقشه‌های جانما به مخاطبان کمک می‌کنند که با جایگاه یک مکان یا محوطه یا منطقه در دل یک ناحیه بزرگتر آشنا شوند.

## کاربردهای نقشه‌های جانما

### آموزش و پرورش
معلمان به دنبال آموزش دانش آموزان و افزایش سطح دانش جغرافیایی آنها هستند و نقشه‌های جانما به این مسئله کمک می‌کند.

### برنامه‌های کاربردی تعاملی
برخی از برنامه‌های کاربردی آنلاین اجازه می‌دهد تا کاربر روی یک منطقه دلخواه زوم کند. نقشه مکان نما معمولاً در این حالت فعال می‌شود و به کاربر اجازه می‌دهد که موقعیت کلی آن مکان را درک کند. برای مثال نقشه گوگل (گوگل مپز) دارای نقشه جانما با قابلیت کنترل توسط کاربر است.

### تجارت

جانمای ساده برای مناطق پر مخاطب.

بسیاری از مراکز خرید و فروش، پارکهای بازی، موزه‌ها، مراکز بزرگ عمومی و جاهای دیگر دارای نقشه‌های جایاب برای کمک به مشتریان خود هستند.

#### وب سایت شرکتهای تجاری
کسب و کارهای مختلف مانند رستوران‌ها و خرده فروشی‌ها اغلب نقشه‌های آنلاین مکان نما برای کمک به مشتریان بالقوه خود دارند.

#### بازاریابی مستقیم

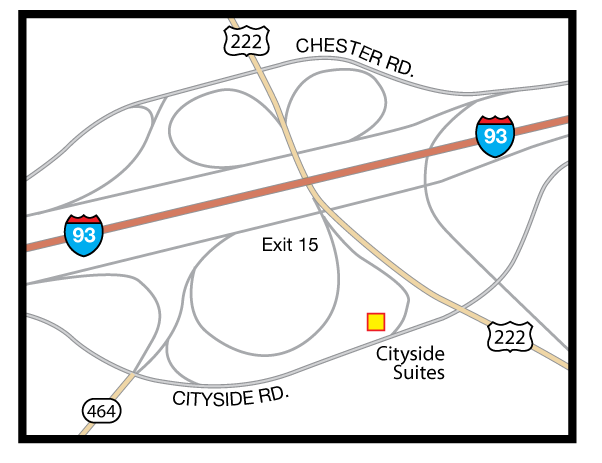
نمونه نقشه جانما برای دسترسی به یک هتل از بزرگراه‌های پیرامون.

توزیع گسترده تکنیک‌های پیچیده سیستم‌های اطلاعات جغرافیایی (GIS) اجازه داده تا نقشه‌های جانمای بزرگ مقیاس تولید شود. شرکتهای تبلیغاتی و تولیدی می‌توانند از این نقشه‌ها به صورت مشتری مدار و اختصاصی برای بازاریابی مستقیم استفاده کنند.